# Ла-Пас (департамент Гондурасу)
Ла-Па́с (ісп. La Paz) — один з 18 департаментів Гондурасу. Розташований у південно-західній частині держави. Межує з департаментами: Інтібука, Лемпіра, Комаягуа, Франсіско Морасан, Вальє та державою Сальвадор.
Адміністративний центр — місто Ла-Пас.
Виділений в окремий департамент 1883 року з департаментів Ла-Пас і Грасіас.
Площа — 2 331 км²
Населення — 150 000 осіб (2006)

## Муніципалітети
Департамент поділяється на 19 муніципалітетів:
1. Ла-Пас
2. Аганкетеріке
3. Кабаньяс
4. Кане
5. Чінакла
6. Гахікіро
7. Лаутеріке
8. Маркала
9. Мерседес-де-Ор'єнте
10. Опаторо
11. Сан-Антоніо-дель-Норте
12. Сан-Хосе
13. Сан-Хуан
14. Сан-Педро-де-Тутуле
15. Санта-Ана
16. Санта-Елена
17. Санта-Марія
18. Сантьяго-де-Пурінгла
19. Ярула

| Гондурас | Це незавершена стаття з географії Гондурасу. Ви можете допомогти проєкту, виправивши або дописавши її. |